# ランボルギーニ・シルエット
ランボルギーニ・シルエット（Lamborghini Silhouette ）は、イタリアのランボルギーニが製造・販売していたスポーツカーである。正式名称はシルエットP300。

## 概要
V8エンジンの「ウラッコ」をベースとする、当時最大のマーケットであったアメリカ市場における販売拡大を狙ったバージョンである。1976年3月のジュネーブモーターショーにおいて披露された。
ロセッティが所有する経営管理体制において、新たにチーフ・エンジニアとなったフランコ・バラルディーニは、このニュー・モデルに新しいルックスを与えるためには50扁平タイヤ「ピレリP7」を採用するのが最善の策と考えた。ホイールのスタイリングについては、カロッツェリアの「ベルトーネ」による1974年のコンセプト・モデル「ブラボー」において示したものが採用された。
エンジンについては「ウラッコ」と共用の3.0L水冷V8DOHCエンジンをMR横置きレイアウトで搭載しているが、出力が上げられ260馬力/7,800rpmとなっている。最高時速は260km/hで、0-100km/h加速は6.5秒。
ボディのスタイリングについては「ウラッコ」のボディに「ベルトーネ」によって手が加えられ、フロント・スポイラーとオーバーフェンダーを追加して「ウラッコ」とは違う印象を与えるスタイリングに成功した。「ウラッコ」の+2座席は廃止され、ルーフはタルガトップとされた。
「ウラッコ」のアバンギャルドな配置であったメータ類は常識的なものに改められた。右ステアリング車両も存在する。
1979年まで生産が続けられ、総生産台数は53台。次期改良モデル「ランボルギーニ・ジャルパ」に引き継がれた。